# Dick Bos
Dick Bos is een Nederlandse stripreeks van Alfred Mazure.

## Inhoud
In de verhalen is Dick Bos een particuliere detective die de misdaad op harde maar eerlijke wijze bestrijdt, en die expert is in jiujitsu. Technieken van deze zelfverdedigingskunst werden gedetailleerd in de strips weergegeven.

## Geschiedenis
De boeken verschenen van 1941 tot 1968 en werden getekend door Alfred Mazure, die onder het pseudoniem Maz tekende.
Tijdens de Tweede Wereldoorlog gingen veel boekjes verloren, niet in de laatste plaats doordat ze, na lezing door jong en oud, werden opgebruikt in de kachels. Na de oorlog werden de avonturen van Dick Bos opnieuw uitgegeven, waarbij oude en nieuwe verhalen in verschillende series door elkaar verschenen. Het Ministerie van Onderwijs, Kunsten en Wetenschappen vond het beeldverhaal echter verdorven, en liet op scholen waarschuwen voor de negatieve invloed die de strips op leerlingen zouden hebben.
Vanaf 1948 tot 1953 werd de uitgave van de Dick Bosboekjes hervat. Maandelijks verscheen een nieuw verhaal. Ze werden in die periode uitgegeven door Ten Hagen's Drukkerij en Uitgeversmaatschappij. Vanaf 1962 gaf Nooitgedacht de albums uit en later werden nog enkele oude verhalen heruitgebracht door de MAZ-beeldbibliotheek. Vervolgens vervaardigde Mazure van 1963 tot 1967 nog 44 nieuwe verhalen. Deze zijn bekend onder de naam Ruitjesserie. Het laatste verhaal uit de serie, "Diamanten", verscheen in 1968.
In 1969 verscheen nog een reclame-uitgave genaamd "Glashard", maar daarin hanteerde Mazure een wat andere teken- en woordstijl dan in de vorige series. Uitgeverij De Arbeiderspers heeft in 1971 en 1972 nog 3 albums met 4 afleveringen per album uitgebracht. Van 2005-2015 bracht Uitgeverij Panda alle boekjes in herdruk uit. 19 delen in grootformaat met vier boekjes per deel.

## Films
Mazure produceerde samen met Piet van der Ham ook drie films rond Dick Bos: Inbraak (1942), Valsch geld (1943) en Moord in het Modehuis (1946). De hoofdrol in deze films werd gespeeld door Maurice van Nieuwenhuizen, die jiujitsu-leraar was in Den Haag. Van Nieuwenhuizen stond ook model voor de stripfiguur. In 2004 verscheen een documentaire van Jan Bosdriesz over Dick Bos en zijn schepper.

## Trivia
- Striptekenaars Renee Windig en Eddy de Jong maakten een aantal persiflages op de Dick Bos strips onder de titel Dick Bosch. Deze verschenen in "Ouwe troep" (Onder het pseudoniem Gezellig & Leuk) (Espee,1980) en "Fnirwak, Boek vol vertwijfeling en hoop" (Espee, 1983). Deze verhalen werden later verzameld en met nieuw materiaal uitgebracht in "de Groote Dick Bosch Almanak" (Het Raadsel, 1991). Tevens verscheen er een oblong boek met de titel "Tuinen, Dick!" (Amsterdams voor: Rennen, Dick!).
- In Almere bevinden zich, in de Stripheldenbuurt, een Dick Bosstraat en een Mazureplantsoen. (52° 24′ 23″ NB, 5° 19′ 12″ OL).